# Onze-Lieve-Vrouw-ten-Hemelopnemingskerk (Schilde)

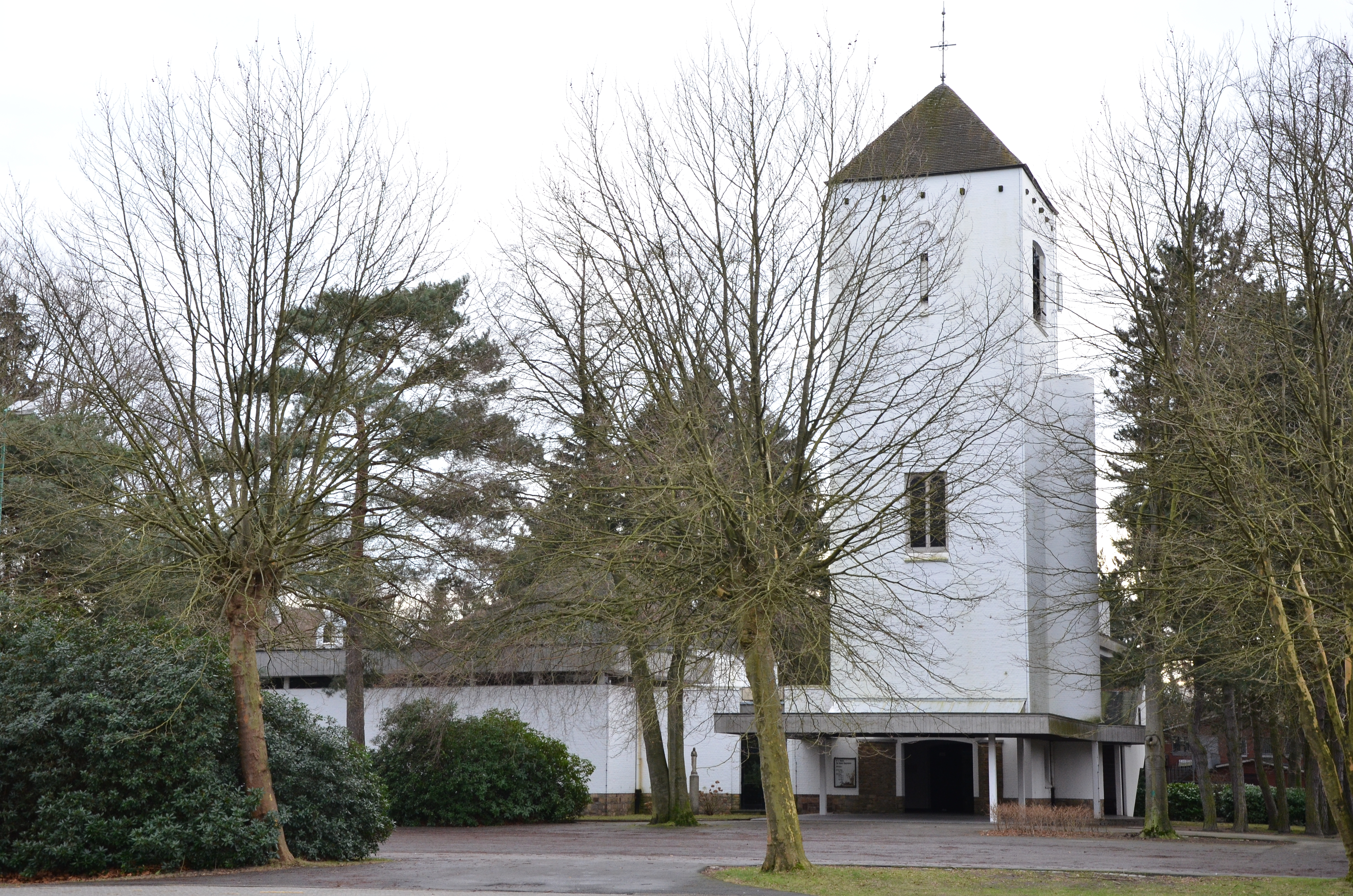
Onze-Lieve-Vrouw-ten-Hemelopnemingskerk

De Onze-Lieve-Vrouw-ten-Hemelopnemingskerk is de parochiekerk van de tot de Antwerpse plaats Schilde behorende wijk Schilde-Bergen, gelegen aan de Pater Nuyenslaan 68.
Omstreeks 1939 bestond al de intentie om een nieuwe parochie op te richten. In 1942 werd een noodkerk in gebruik genomen. Vanaf 1945 werd een legerbarak als kerkruimte benut. In 1952 werd een kapelanie ingesteld. 
De kerk werd in 1951-1952 gebouwd naar ontwerp van Rutger Langaskes en Marc de Vooght. Ze brandde af op 23 juni 1970 en werd daarna herbouwd naar ontwerp van Guido Derks. Het nieuwe bouwwerk werd in 1972 in gebruik genomen. Deze kerk staat bekend als de "witte kerk".
In 1955 werd aan de voet van het kerkgebouw een basisschool in gebruik genomen.
De parochie werd geleid door de paters Dominicanen. Vermits de paters geen opvolger vonden voor de laatste pastoor, werd beslist de kerk te ontwijden. Dit gebeurde op 30 juni 2022. In datzelfde jaar verlieten de Dominicanen de gemeente Schilde.